# (14877) Zauberflöte
(14877) Zauberflöte ist ein Asteroid des Hauptgürtels, der am 19. November 1990 am La-Silla-Observatorium der Europäischen Südsternwarte (IAU-Code 809) vom belgischen Astronomen Eric Walter Elst entdeckt wurde.
Der Himmelskörper wurde am 13. April 2006 aus Anlass des 250. Geburtstags von Mozart nach Mozarts Oper Die Zauberflöte benannt.